# Caça Tempestades
Caça Tempestades é uma série brasileira produzida e dirigida pela cineasta Iara Cardoso , que revela os segredos das tempestades no país campeão mundial de raios.

## Sinopse
A série revela os segredos das tempestades em cada região brasileira. Um cientista especialista em tempestades, um jornalista científico, um meteorologista e um engenheiro se unem para caçar as tempestades e registrar dados inéditos no país campeão mundial de raios. Em uma picape adaptada com diversos instrumentos científicos, a equipe estará no centro das tempestades, expostos a vendavais, raios, chuvas intensas, granizo e tornados.

## Episódios
Nos episódios, a ciência e as particularidades das tempestades em cada uma das regiões brasileiras são apresentadas, assim como os desafios dos que as perseguem e dos que estão ao alcance dos impactos e devastações causados por elas. A Série é dividida em cinco episódios de 26 min cada, totalizando 130 min de produção.

Episódio 01 - Caçada pelo Ar

Episódio 02 - Caçada pelo Rio

Episódio 03 - Caçada pela Cidade

Episódio 04 - Caçada pela Floresta